# Comuna de Prusice
Prusice (polaco: Gmina Prusice) é uma gminy (comuna) na Polónia, na voivodia de Baixa Silésia e no condado de Trzebnicki. A sede do condado é a cidade de Prusice.
De acordo com os censos de 2004, a comuna tem 9195 habitantes, com uma densidade 58,2 hab/km².

## Área
Estende-se por uma área de 158,02 km², incluindo:
- área agricola: 71%
- área florestal: 19%

## Demografia
Dados de 30 de Junho 2004:
|                      | Total   | Total | Mulheres | Mulheres | Homens  | Homens |
| -------------------- | ------- | ----- | -------- | -------- | ------- | ------ |
|                      | pessoas | %     | pessoas  | %        | pessoas | %      |
| População            | 9195    | 100   | 4559     | 49,6     | 4636    | 50,4   |
| Densidade (pop./km²) | 58,2    | 100   | 28,9     | 28,9     | 29,3    | 29,3   |

De acordo com dados de 2002, o rendimento médio per capita ascendia a 1216,84 zł.

## Subdivisões
- Borów, Borówek, Brzeźno, Budzicz, Chodlewko, Dębnica, Gola, Górowo, Jagoszyce, Kaszyce Wielkie, Kopaszyn, Kosinowo, Krościna Mała, Krościna Wielka, Ligota Strupińska, Ligotka, Pawłów Trzebnicki, Pększyn, Pietrowice Małe, Piotrkowice, Prusice, Raszowice, Skokowa, Strupina, Świerzów, Wilkowa, Wszemirów.

## Comunas vizinhas
- Oborniki Śląskie, Trzebnica, Wińsko, Wołów, Żmigród